# پنیر رومی
پنیر رومی (عربی مصری: جبنه رومی gebna rūmi [ˈɡebnæ ˈɾu:mi]، همچنین به عنوان gebna romi or gebna turki شناخته می‌شود.[ˈtoɾki] در اسکندریه) یکی از انواع پنیر اصلی در مصر است. بوی تند دارد و بسته به سن درجات شوری آن متفاوت است. 

## توضیحات
اعتقاد بر این است که پنیر رومی از پنیر Kefalotyri یونانی گرفته شده‌است. این پنیر اصلی سخت در مصر است.  متعلق به همان خانواده پکورینو رومانو و مانچگو است.  پنیر رومی از شیر گاو یا از مخلوط شیر گاو و گاومیش تهیه می‌شود. از کشت استارتر استفاده نمی‌شود.  شیر طبیعی، با خامه کامل است. ممکن است دانه فلفل سیاه اضافه شود.  بعد از ۳ تا ۴ ماه پنیر بافت باز و طعمی تند و تند پیدا می‌کند.  پنیر رومی در ۱۰ کیلوگرم (۲۲ پوند) دیسک‌ها یا به صورت برش‌هایی با وزن متغیر در بسته‌بندی خلاء.  در یک وعده اونس ۱۰۰ کالری با حدود ۲۸ درصد چربی اشباع شده وجود دارد. 

## محصولات مرتبط
افزودن سطوح پایین PGE یا لیپازها از R. miehei یا R. pusillus برای بهبود طعم Ras گزارش شده‌است. و پنیرهای Domiati.  در سال ۱۹۸۵ پنیر آزمایشی راس با استفاده از مقادیر مساوی شیر گاو و گاومیش با افزودن ۲۰ تا ۳۰ درصد شیر سویا ساخته شد. محتوای چربی کمتر از پنیر طبیعی بود، و طعم آن اندکی تحت تأثیر قرار گرفت، اما گفته شد که نتیجه «خواص حسی رضایت بخشی» دارد.  اگرچه میش پنیر تخمیری به‌طور سنتی از ماست چکیده تهیه می‌شود، محصولات تجاری مشابه میش ممکن است از پنیرهای راس و دومیاتی تهیه شوند. 

## یادداشت
1. ↑  African Cheese: Egypt.
2. ↑  Fox 1999, p. 431.
3. ↑  Fox et al. 2004, p. 11.
4. ↑  Tamime 2011, p. 143.
5. 1 2  egyptian romy cheese: Agriculture source.
6. ↑  Fontecha et al. 1990, p. 310.
7. ↑  Egyptian Roomy Cheese...
8. ↑  Fox 2000, p. 355.
9. ↑  Shurtleff 2012, p. 237.
10. ↑  Fox et al. 2004, p. 240.